# Victor Torp
Victor Torp Overgaard (Lemvig, 30 juli 1999) is een Deens voetballer die sinds januari 2024 uitkomt voor Coventry City.

## Clubcarrière
Torp groeide op in Lemvig. Torp genoot zijn jeugdopleiding bij Lemvig GF en FC Midtjylland. Bij laatstgenoemde club werd hij opgeleid op de posities zes en acht. Op 16 juli 2021 maakte hij zijn officiële debuut in het eerste elftal van Midtjylland: op de openingsspeeldag van de Superligaen viel hij in de thuiswedstrijd tegen Odense BK (1-2-verlies) in de 81e minuut in voor Anders Dreyer. Eerder had de club hem al drie keer uitgeleend: eerst twee keer aan FC Fredericia, vervolgens aan Lyngby BK. Met Lyngby degradeerde hij in 2021 uit de Superligaen.
In augustus 2021 leende Midtjylland hem een vierde keer uit: op de slotdag van de zomertransfermercato leende de club hem uit aan de Belgische eersteklasser KV Kortrijk. Daar speelde hij in het seizoen 2021/22 slechts elf officiële wedstrijden (negen competitie- en twee bekerwedstrijden). Na afloop van de uitleenbeurt liet Midtjylland hem op definitieve basis vertrekken naar de Noorse eersteklasser Sarpsborg 08 FF.
Torp deed bij zijn officiële debuut op 7 augustus 2022 meteen de netten trillen voor Sarpsborg. Het leverde de club geen punten op, want Strømsgodset IF won de wedstrijd uiteindelijk met 3-1. Torp eindigde in zijn eerste halve seizoen met Sarpsborg achtste in de Eliteserien. Ook in het seizoen 2023 eindigde Torp achtste op zestien clubs met de club uit Sarpsborg. In zijn eerste volledige seizoen voor Sarpsborg was Torp, die meteen uitgroeide tot een vaste waarde onder trainer Stefan Billborn, goed voor zes competitiegoals.
In januari 2024 ondertekende Torp een contract tot medio 2028 bij de Engelse tweedeklasser Coventry City. Torp, die de club £2,1 miljoen zou hebben gekost, maakte op 26 januari 2024 zijn officiële debuut voor de club in de FA Cup-wedstrijd tegen Sheffield Wednesday. Met een mooie afstandsgoal hielp Torp zijn club aan een 1-1-gelijkspel, waarna Coventry de replay won en doorstootte naar de achtste finale.

## Interlandcarrière
Torp kwam tussen 2016 en 2018 uit voor verschillende Deense jeugdcategorieën.